# Larroque (Hautes-Pyrénées)
Larroque település Franciaországban, Hautes-Pyrénées megyében. Lakosainak száma 98 fő (2022. január 1.). Larroque Monlaur-Bernet, Ponsan-Soubiran, Barthe, Castelnau-Magnoac, Guizerix, Peyret-Saint-André és Puntous községekkel határos.

## Népesség
A település népességének változása:
| Lakosok száma | 100  | 106  | 99   | 96   | 95   | 94   | 94   | 98   |
|               | 2013 | 2015 | 2017 | 2018 | 2019 | 2020 | 2021 | 2022 |